# 飛龍ジャンクション
飛龍ジャンクション（ピリョンジャンクション）は大韓民国大田広域市東区にある京釜高速道路（1号線）、統営-大田・中部高速道路（35号線）（大田南部循環高速道路（300号線）と重複）を結ぶジャンクションである。

## 接続する路線

### ソウル・釜山方面
- 京釜高速道路（41番）、統営-大田・中部高速道路（22番）（重複区間）

### 河南・統営方面
- 統営-大田・中部高速道路 （22番）、大田南部循環高速道路（6番）（重複区間）

## 隣
京釜高速道路
沃川IC - 飛竜JCT - 大田IC
統営-大田・中部高速道路
板岩IC - 飛竜JCT - 大田IC
大田南部循環高速道路（中部高速道路と重複）
板岩IC - 飛竜JCT
座標: 北緯36度20分39.5秒 東経127度28分57.4秒 / 北緯36.344306度 東経127.482611度